# ديون بيرد
ديون بيرد (بالإنجليزية: Deon Bird) هو لاعب دوري الرغبي أسترالي، ولد في 27 يناير 1976 في أستراليا.